# Conde de Nottingham
Conde de Nottingham é um título no pariato da Inglaterra criado em 1681 para  Heneage Finch, cujo filho mais velho Daniel Finch o sucedeu como segundo conde.
Quando John Finch, 6.º Conde de Winchilsea morreu em 1729, sem deixar um filho para reclamar o título, os condados de Winchilsea e de Nottingham se uniram e foram herdados por seu primo, Daniel Finch, 2.º Conde de Nottingham e 7.º Conde de Winchilsea.
Houve criações anteriores do Condado de Nottingham, todos no pariato da Inglaterra.

## Condes de Nottingham (1377)
- John Mowbray, 1.º Conde de Nottingham (1365-1379)
- Thomas Mowbray, 2.º Conde de Nottingham, 1.º Duque de Norfolk (1366-1399)
- Thomas Mowbray, 3.º Conde de Nottingham, 4.º Conde de Norfolk (1385-1405)
- John Mowbray, 4.º Conde de Nottingham, 2.º Duque de Norfolk (1389-1432)
- John Mowbray, 5.º Conde de Nottingham, 3.º Duque de Norfolk (1415-1461)
- John Mowbray, 6.º Conde de Nottingham, 4.º Duque de Norfolk (1444-1476)

## Conde de Nottingham (1476)
- Ricardo, 1.º Duque de Iorque, 1.º Conde de Nottingham (1473-1483) (genro do último Conde de Nottingham da criação anterior)

## Conde de Nottingham (1483)
- William Berkeley, 1.º Conde de Nottingham (1426-1492), titulado Marquês de Berkeley em 1488.

## Conde de Nottingham (1525)
- Henry Fitzroy, 1.º Duque de Richmond e Somerset, 1.º Conde de Nottingham (1519-1536)

## Condes de Nottingham (1596)
- Charles Howard, 1.º Conde de Nottingham (1536-1624)
- Charles Howard, 2.º Conde de Nottingham (1579-1642)
- Charles Howard, 3.º Conde de Nottingham (1610-1681)

## Condes de Nottingham (1681)
- Heneage Finch, 1.º Conde de Nottingham (1621-1682)
- Daniel Finch, 2.º Conde de Nottingham (1647-1730) (tornou-se Conde de Winchilsea em 1729).